# 2 Pułk Piechoty (Księstwo Warszawskie)

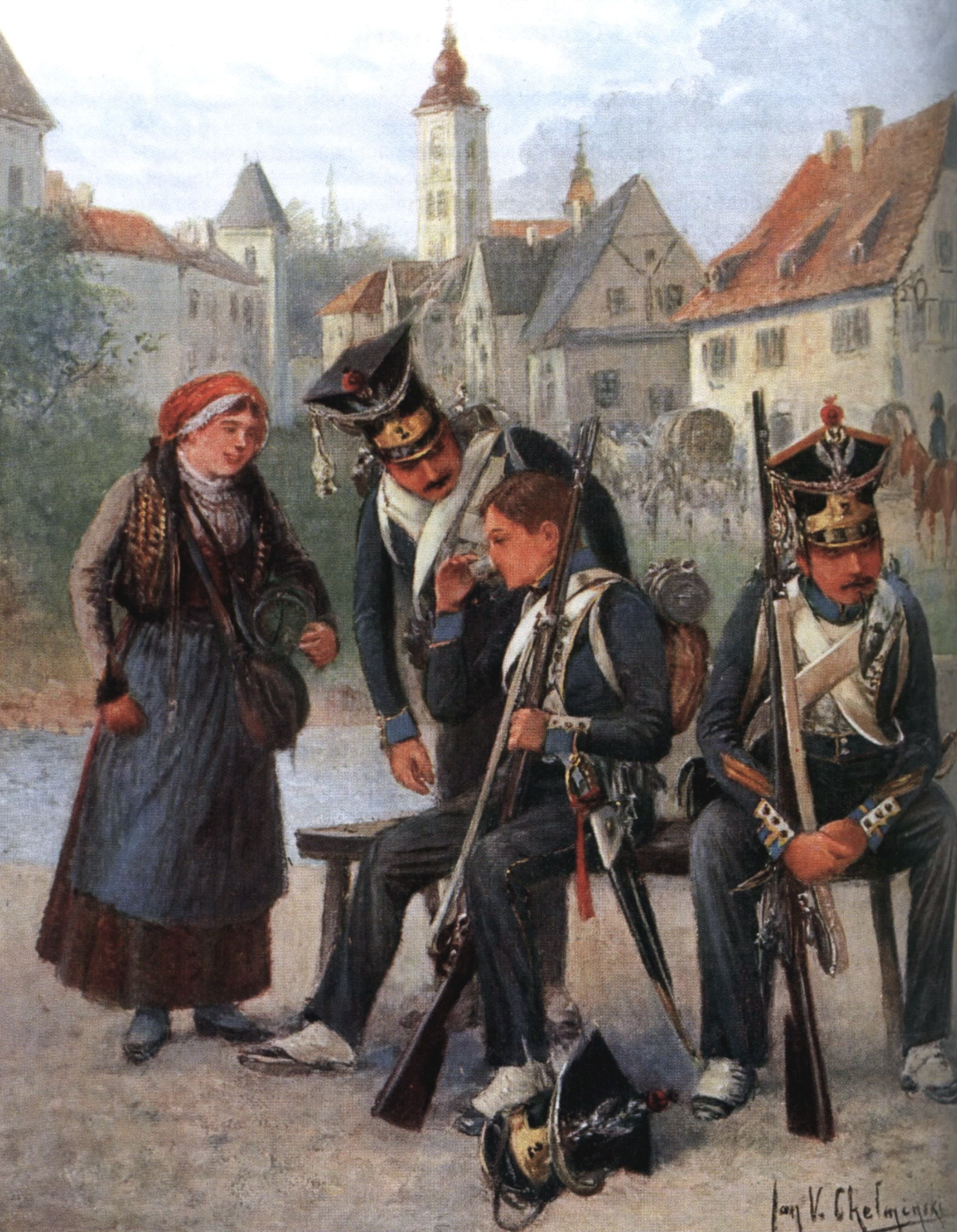
Żołnierze 2 Pułk Piechoty

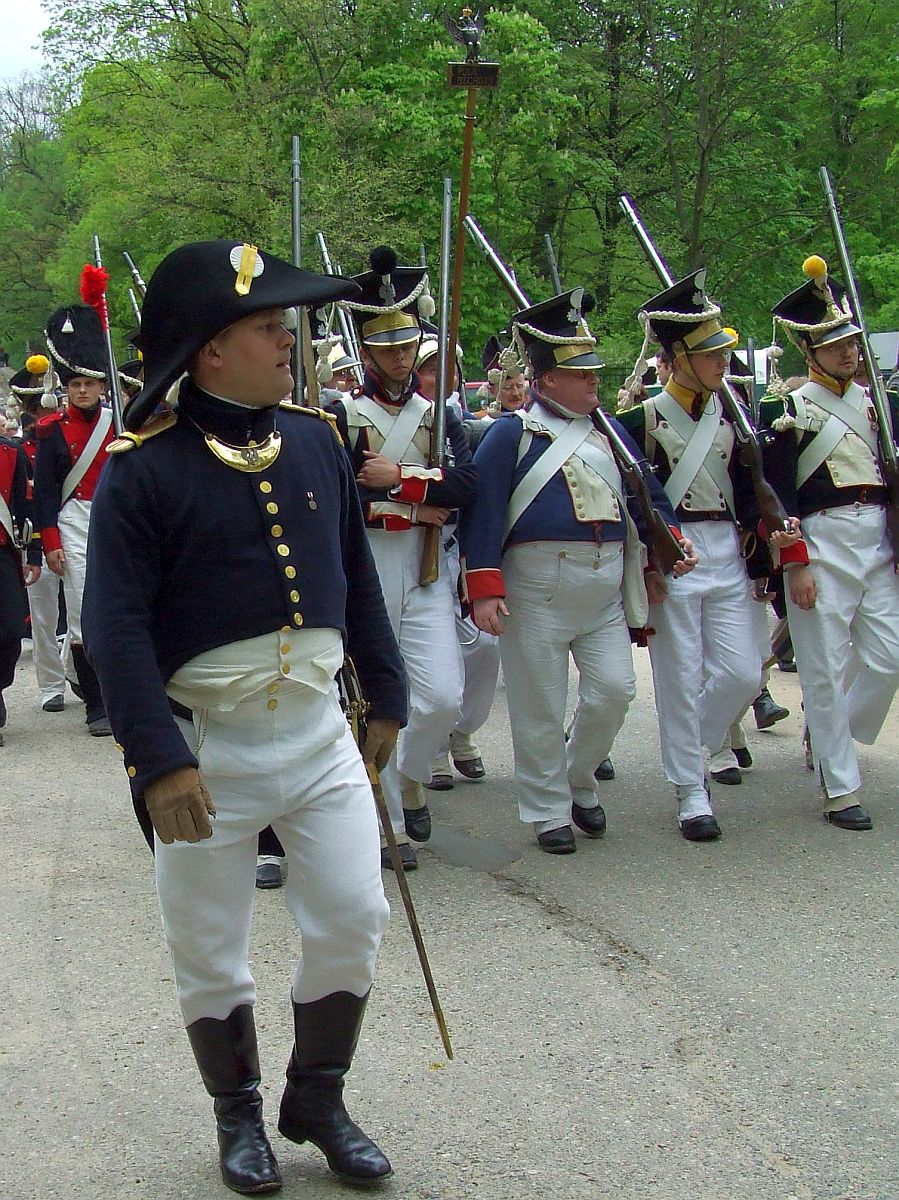
2 Pułk Piechoty, rekonstrukcja, parada z okazji święta 3 maja w Łazienkach

2 pułk piechoty – oddział piechoty Armii Księstwa Warszawskiego.

## Formowanie i zmiany organizacyjne
Powstał w 1806 w Warszawie jako 2 pułk piechoty Legii Warszawskiej. Kadrę stanowili legioniści i grupa oficerów i podoficerów wojska I Rzeczypospolitej. Wszedł w skład 1 Legii Warszawskiej. Do wiosny 1807 gotowy do walk był I batalion. 3 maja 1807 roku delegacja pułku otrzymała od mieszkańców stolicy sztandar pułkowy. 
W 1808 stacjonował w Modlinie. Według etatu z 1810 roku, pułk składał się ze 27 osobowego sztabu i trzech batalionów piechoty po 6 kompanii. Sztaby batalionów liczyć miały 4 osoby, a kompanie 136 żołnierzy. W sumie w pułku powinno służyć 2487 żołnierzy. Faktycznie stan osobowy oddziału był nieco mniejszy. 
Po kampanii 1809 roku pułk skierowany został do Modlina, gdzie prowadził intensywne prace fortyfikacyjne.
Zgodnie z zarządzeniem Napoleona z 17 maja 1811 roku, na terenie Księstwa Warszawskiego utworzono trzy dywizje. Pułk wszedł w skład 3 Dywizji.
W czasie przygotowań do inwazji na Rosję 1812 roku pułk włączony został w strukturę 18 Dywizji Ludwika Kamienieckiego z V Korpusu Wielkiej Armii ks. Józefa Poniatowskiego.
Odtworzony, po przegranej kampanii rosyjskiej, w Wielkopolsce wszedł w skład Dywizji Jana Henryka Dąbrowskiego. 14 lutego 1813 roku, pod komendą płk. Szymańskiego przekroczył granice kraju i udał się do Niemiec.
Po klęsce wojsk napoleońskich w Saksonii 2 pułk piechoty  18 grudnia w Sedanie został rozwiązany.
Po abdykacji Napoleona, car Aleksander I wyraził zgodę na odesłanie oddziałów polskich do kraju. Miały one stanowić bazę do tworzenia Wojska Polskiego pod dowództwem wielkiego księcia Konstantego. 13 czerwca 1814 roku pułkowi wyznaczono miejsce koncentracji w Poznaniu.

## Działania bojowe pułku
Pułk brał udział w walkach w okresie pierwszej wojny polskiej 1807 roku, wojny polsko austriackiej, inwazji na Rosję 1812 roku i kampanii 1813 roku.
Kilka miesięcy po swoim powstaniu, jego I batalion wziął udział w walkach nad Narwią, w oblężeniu Grudziądza i w walkach na Mazurach. 
W czasie wojny w 1809 pułk bronił przed Austriakami Raszyna, wypierając Austriaków atakiem na bagnety ze wsi Puchały i blokując ogniem groblę falencką w ostatniej fazie bitwy. Walczył pod Jedlińskiem i Wrzawami. Największą sławę zyskał jednak zdobywając nocnym szturmem Zamość. Książę Józef Poniatowski docenił te zasługi, czyniąc zeń od tego czasu swój "pułk przyboczny". Bił się też pod Jankowicami i pod Wrzawami. Pod koniec 1809 roku liczył 3030 żołnierzy.
W kampanii 1812 regiment szturmował Smoleńsk. Tam poniósł krwawe straty. Potem  walczył pod Możajskiem, wreszcie wkroczył do Moskwy. Podczas bitwy nad Berezyną ofiarnie osłaniał odwrót sił napoleońskich. Mimo ogromnych strat nie utracił jednak swego sztandaru i powrócił z Rosji jako zwarta jednostka.
Z ocalałych niedobitków, kadr pozostałych w zakładzie pułkowym i rekrutów w Warszawie i Kaliszu w 1813 odtworzono 2 pułk piechoty. W lutym 1813 roku, po bitwie pod Kaliszem (13 lutego) wycofał się z Polski do Saksonii, gdzie walczył pod Wittenbergą, Raguhun, Rosslau, Kosswig i Duben, Juterborg i Dennwitz. W składzie Dywizji gen. Dąbrowskiego wziął udział w "bitwie narodów" pod Lipskiem. Był jednym z ostatnich pułków pieszych, jakie ocalały z klęski i jego resztki walczyły nadal. 30 października bił się pod Hanau. 
Razem z Wielką Armią wycofał się do Francji, gdzie jego żołnierze weszli w skład Pułku Nadwiślańskiego i 1 Pułku Szwoleżerów-Lansjerów Gwardii Cesarskiej, walcząc w ich szeregach do chwili abdykacji Napoleona.
Bitwy i potyczki:

nad Narwią (13 V 1807)
oblężenie Grudziądza (do 30 VI 1807)
Grzybów (18 IV 1809)
Zamość (20 V 1809)
Jankowice (11 VI 1809)
Wrzawy (12 VI 1809)
Sandomierz (15 i 16 IX 1809)
Smoleńsk (17 VIII 1812)
Możajsk ( 5 i 7 IX 1812)
Czeryków (29 IX 1812)
Woronowo (18 i 20 X 1812)
Medyna (26 i 28 X 1812)
Wiaźma (3 XI 1812)
nad Berczyną (28 XI 1812)
pod Kaliszem (13 II 1813)
Wittenberga (11 III 1813)
Raguhn, Rosslau, Kosswig, Düben (15 VIII 1813)
Jüterborg i Dennewitz (6 IX 1813)
Skenditz, Lipsk (18 i 19 X 1813).

## Mundur
w 1807 żołnierze 2 pułku nosili mundury granatowe z żółtymi kołnierzami i takimiż lampasami na spodniach.
Przepis ubiorczy z 3 września 1810 roku nie doprowadził jednak do całkowitego ujednolicenia munduru piechoty. Niektóre pułki dość  znacznie różniły się od ustaleń regulaminowych.
W 2 pułku piechoty były to lejbiki podoficerskie granatowe z kołnierzami pąsowymi i takąż wypustką na rękawach; galon nad wyłogiem rękawa lejbika.

## Chorągiew

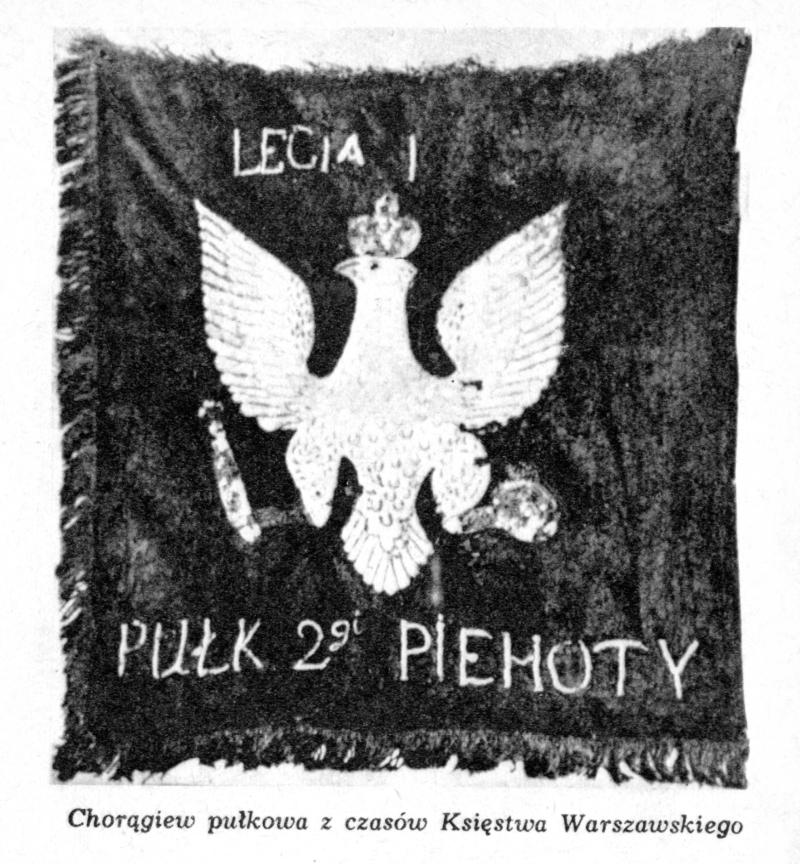
Chorągiew 2 Pułku Piechoty

Chorągiew pułku 2 piechoty z 1807 roku
Bławat z tkaniny jedwabnej karmazynowej o wymiarach 48 cm x 50 cm. Pośrodku aplikowany orzeł biały sukienny, haftowany jedwabiem. Korona, berło i jabłko oraz łańcuszek wkoło orła — srebrne. Napis u góry włóczką białą: "LEGIA I". Pod orłem: „PUŁK 2-gi PIEHOTY". Z trzech stron frędzla srebrna. Strona odwrotna podobna, lecz niebieska. Orzeł ma głowę zwróconą odwrotnie.
Znak pułkownika pułku 2 piechoty
Bławat podwójny z tkaniny jedwabnej o wymiarach 50 cm x 45 cm. Po stronie prawej od drzewca na tle ośmiokątnym niebieskim orzeł polski, haftowany srebrem z koroną, dziobem, nogami, berłem i jabłkiem haftowanym niemi złotymi. Wokoło orła gałązki, haftowane jedwabiami zielonymi różnych odcieni. Napisy na rogach chorągwi haftowane nićmi złotymi na tle białym: "1) za Dowódz/twa 2) Pułkowni/ka, 3) Jana Kru/kowieckiego". Wkoło części białej obramowanie haftowane złotem. Wkoło chorągwi obramowanie z tkaniny jedwabnej, karmazynowej, oraz frędzla srebrna z grubymi torsadami.
Po stronie odwrotnej, pośrodku krąg karmazynowy z napisem: "Ojczyzna", haftowany nićmi srebrnymi, wkoło wieniec wawrzynowy, haftowany złotem. Tło niebieskie ośmiokątne. Nad kręgiem napis haftowany srebrem: "Woysko Polskie", pod kręgiem: "Pułk 2-gi Piechoty Roku 1811". Tło niebieskie przyszyte do tkaniny jedwabnej białej. Na jej czterech rogach napisy haftowane złotem takie, jak na odwrocie. Wkoło bławatu obramowanie z tkaniny jedwabnej karmazynowej. Do chorągwi przyszyta jest skórzana tuleja celem przymocowania jej do drzewca. 
Wykonanie chorągwi dość kosztowne, nosi cechy roboty domowej. 
Muzeum Wojska w Warszawie.

## Dowódcy pułku
- płk Stanisław Florian Potocki (9 grudnia 1806)[9]
- płk Jan Krukowiecki (20 marca 1810)[9]
- mjr (ppłk, płk) Józef Szymanowski 13 II 1813-18 XII 1813[12]